# Kolanjski Gajac
Kolanjski Gajac je malá vesnička a přímořské letovisko v Chorvatsku v Zadarské župě. Je součástí opčiny Kolan. Nachází se na ostrově Pag, asi 20 km severozápadně od města Pagu. V roce 2011 zde trvale žilo 17 obyvatel. Spolu s vesnicí Gajac tvoří de facto jedinou vesnici, rozdělenou hranicí mezi Zadarskou a Licko-senjskou župou. Vznikla v roce 2001, když se tyto dvě vesnice od sebe odtrhly.